# Nachal Amal
Nachal Amal (hebrejsky: נחל עמל) je vádí v severním Izraeli, v Charodském údolí.
Začíná v nadmořské výšce cca - 50 metrů na severovýchodním úpatí pohoří Gilboa, které zde vybíhá ve vrch Har Gefet. Nachází se zde pramen Ejn Amal (עין עמל). Vádí směřuje k jihovýchodu a je živeno dalšími prameny. Vytváří zde turistický areál Gan ha-Šloša, který je vyhlášen za národní park a který je propojen s vesnicí Nir David (dříve zvanou Tel Amal). Pak se stáčí k severovýchodu a prochází zemědělsky využívaným Charodským údolím, mezi umělými vodními nádržemi. Pak ústí poblíž lokality mostu Kantara a pahorku Tel Bacul zprava do vádí Nachal Charod.